# Apple IIe Card

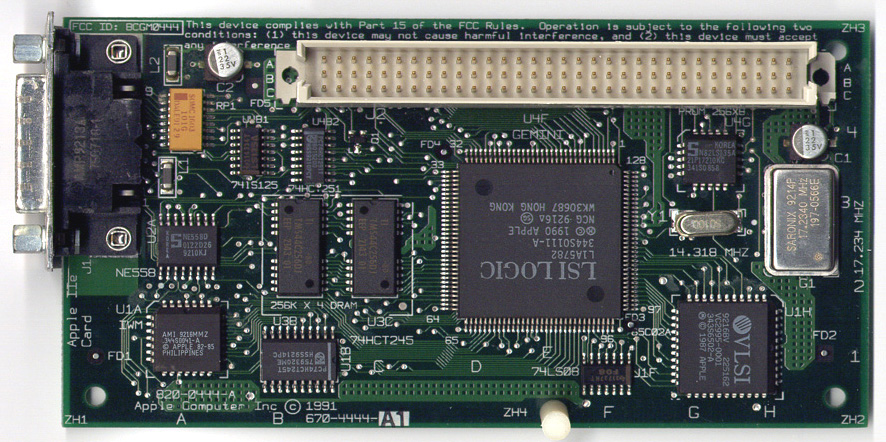
La targeta PDS Apple IIe Card, compta amb una CPU 65C02, Mega II, IWM i 256 KB de RAM.

L'Apple IIe Card (Apple Computer part #820-0444-A) és l'Apple II més petit mai dissenyat, encara que la seva característica d'emulador maquinari ho exclou de considerar-ho com un equip autònom. Es va posar a la venda al març de 1991 per utilitzar-ho amb la sèrie Macintosh LC dels ordinadors Apple Macintosh. L'objectiu comercial era facilitar la transició d'un mercat educatiu àmpliament dominat per aules amb maquinari i programari educatiu per l'Apple II, al nou ordinador Macintosh, en permetre executar qualsevol programari per a la sèrie Apple II, amb l'excepció del soft de 16 bits per l'Apple IIgs. Va ser descatalogat el gener de 1995.
Com l'Apple IIe, l'Apple IIe Card utilitza una CPU WDC 65C02. La velocitat de la CPU pot configurar-se per programari perquè sigui 1 MHz (velocitat nativa del IIe) o una velocitat accelerada d'1,9 MHz. L'emulació de vídeo (text i gràfics) es canalitza per programari utilitzant rutines natives de Macintosh QuickDraw, la qual cosa causa sovint que algunes operacions anessin més lentes que en un Apple IIe real, excepte para les màquines de gamma alta.

## Característiques
L'Apple IIe Card emula moltes de les targetes de expansións i perifèrics que es podien instal·lar en un Apple IIe sense ampliar utilitzant el maquinari del Macintosh en el seu lloc, incloent una unitat SuperDrive d'1.44 MB i 3,5 polzades, mouse, 1 MB de RAM, targeta de 80 columnes i targeta gràfica per a monitor monocrom o color, rellotge, keypad numèric, ports seriï d'impressora i mòdem, disc dur SCSI, i servidor d'arxius AppleShare. Inclou un cable I que li permet connectar fins a dues unitats de disquet externes de 5,25 i 140 KB, una unitat intel·ligent Unidisk de 3,5 i 800 KB, i una palanca de control o paddle. Les unitats de 3,5 i 800 KB platinum o les unitats SuperDrive d'1.44 MB no funcionen connectades al cable I.
La targeta venia amb un manual l'usuari, un cable I i dos disquets: el disc d'instal·lació Apple IIe i el disc d'arrencada i configuració de l'Apple IIe. La v2.2.2 és l'última coneguda.

## Especificacions tècniques
- Mega II (xip "Gemini"); un Apple IIe complet en un xip excepte la RAM i el firmware.
- IWM (Integrated Wozniak Machine); funcions de controladora d'unitats de disquet.
- 256 KB RAM incloses en placa (128 KB com a memòria Apple II, 128 KB reservats pel Macintosh).
- CPU WDC 65C02 a 1,023 MHz o 1,9 MHz.
- Connector DÓNA-26 d'alta densitat per al cable I.
- Capacitat d'accedir fins a 1 MB de la memòria nativa del Macintosh.
- Suport de totes les maneres de text i gràfics de l'Apple IIe, mitjançant emulació per QuickDraw.

Notes: mentre que s'emula un Apple IIe, només es disposa d'una manera de pantalla completa, mentre que totes les funcions natives del Macintosh queden suspeses durant l'execució. Està disponible un Panell de Control gràfic per configurar els slots i perifèrics virtuals; no obstant això, el Macintosh (i amb això l'emulació d'Apple IIe) segueix suspès mentre està actiu aquest panell. Les funcions Macintosh es restauren quan es tanca l'emulació.

## Compatiblidad del sistema
La targeta es connecta a la ranura PDS de molts Macintosh de la sèrie LC, però no suporta tots els models i combinacions de programari. L'article #8458 de l'Apple Tech Info Library llista els següents models com a compatibles:
- Macintosh Color Classic
- Macintosh LC
- Macintosh LC II
- Macintosh LC III
- Macintosh LC 475
- Macintosh LC 520
- Macintosh LC 550
- Macintosh LC 575
- Macintosh Quadra 605
- Macintosh Performa 4XX
- Macintosh Performa 55X
- Macintosh Performa 56X
- Macintosh Performa 57X

No obstant això, altres models amb slot PDS compatible LC i amb suport d'adreçament de memòria de 24 bits són compatibles amb l'Apple IIe Card però no oficialment suportats. System 7.0 a 7.5.5 suporten maneres d'adreçament de 24 i 32 bits en els Macintosh suportats. (des del System 7.6 d'ara endavant, els sistemes operatius Macintosh no suporten l'adreçament de 24 bits.) Per habilitar la manera de 24 bits en els sistemes suportats, ha d'utilitzar-se el panell de control Memòria dels Macintosh.